# Amazon DocumentDB
Amazon DocumentDB és un servei de bases de dades NoSQL propietari gestionat que admet estructures de dades de documents, amb certa compatibilitat amb la versió 3.6 de MongoDB (publicada per MongoDB el 2017) i la versió 4.0 (publicada per MongoDB el 2018). Com a base de dades de documents, Amazon DocumentDB pot emmagatzemar, consultar i indexar dades JSON. Està disponible a Amazon Web Services. A partir del març de 2023, AWS va introduir cert compliment amb MongoDB 5.0, però no té suport per a la recollida de sèries temporals.

## Característiques principals
Una base de dades de documents emmagatzema dades JSON de manera nativa. DocumentDB proporciona cerques de documents únics, exploracions d'índexs, consultes d'expressions regulars i agregacions. Pot crear índexs d'un sol camp, compostos i multiclau per millorar el rendiment dels patrons de consulta. Les lectures dels índexs de la instància principal són coherents de lectura després d'escriptura i els usuaris poden suprimir o crear índexs nous en qualsevol moment.
DocumentDB va ser una millora del sistema de bases de dades relacionals Amazon Aurora, específicament l'edició compatible amb PostgreSQL. La seva arquitectura separa l'emmagatzematge i la informàtica de manera que cada capa es pot escalar de manera independent, tot i que el sistema es limita a una única escriptura principal. Amazon DocumentDB, a través d'Aurora PostgreSQL, utilitza el motor d'emmagatzematge Aurora, creat originalment per a la base de dades relacional MySQL. Aquest motor d'emmagatzematge és distribuït, tolerant a errors, autocuratiu i durador, que manté replicant les dades de sis maneres en tres zones de disponibilitat (AZ) d'AWS. Les bases de dades d'Amazon DocumentDB no poden abastar regions d'AWS ni abastar proveïdors de núvol, ni Amazon DocumentDB pot executar-se localment. El sistema admet fins a 15 rèpliques llegibles de baixa latència i fa una còpia de seguretat contínua de tots els canvis a Amazon S3.